# Flagstone (Queensland)
Flagstone is een buitenwijk van Logan City in de Australische deelstaat Queensland en telt 5651 inwoners (2016).